# برناديت فاريل
برناديت فاريل (بالإنجليزية: Bernadette Farrell)‏ هي ملحنة بريطانية، ولدت في 1957.

## وصلات خارجية
- برناديت فاريل على موقع ميوزك برينز (الإنجليزية)